# Estación de Stein am Rhein
La estación de Stein am Rhein es una estación ferroviaria de la comuna suiza de Stein am Rhein, en el Cantón de Schaffhausen.

## Historia y situación
La estación de Stein am Rhein fue abierta en el año 1875 al inaugurarse el tramo Etzwilen - Constanza de la línea Seelinie Schaffhausen - Rorschach por parte del Schweizerischen Nationalbahn (SNB, Ferrocarril Nacional Suizo), que sería absorbido por el Schweizerische Nordostbahn (NOB, Ferrocarril Nororiental Suizo). El NOB se integró en 1902 en los SBB-CFF-FFS.
La estación se encuentra en el sur del núcleo urbano de Stein am Rhein. Consta de dos andenes, uno central y otro lateral, a los que acceden dos vías pasantes y una vía término.
La estación está situada en términos ferroviarios en la línea Schaffhausen - Rorschach. Sus dependencias ferroviarias colaterales son la estación de Etzwilen hacia Schaffhausen y la estación de Eschenz en dirección Rorschach.

## Servicios ferroviarios
Los servicios son prestados por SBB-CFF-FFS:

### S-Bahn San Galo
En la estación efectúan parada los trenes de cercanías de dos líneas de la red S-Bahn San Galo:
- S 3 Schaffhausen - Stein am Rhein - Kreuzlingen – Romanshorn - Wittenbach – San Galo – San Galo Haggen
- S 8 Schaffhausen - Stein am Rhein – Kreuzlingen – Romanshorn - Rorschach

### S-Bahn Zúrich
La estación está integrada dentro de la red de trenes de cercanías S-Bahn Zúrich, y en la que inician o finalizan su trayecto los trenes de dos líneas perteneciente a S-Bahn Zúrich:
- S 29 Winterthur – Seuzach - Stein am Rhein
- S N3 Winterthur – Schaffhausen (– Stein am Rhein)